# Hơn cả tình bạn
Hơn cả tình bạn (tiếng Hàn: 경우의 수; Romaja: Kyeongueui Su; dịch nghĩa đen: "Number of Cases") là một bộ phim truyền hình Hàn Quốc ra mắt năm 2020, với sự tham gia của Ong Seong-wu, Shin Ye-eun và Kim Dong-jun. Bộ phim được công chiếu trên JTBC vào ngày 25 tháng 9 năm 2020.

## Tóm tắt
Hơn cả tình bạn kể về câu chuyện của Lee Soo (Ong Seong-wu) và  Kyung Woo-yeon (Shin Ye-eun), thay phiên nhau có tình cảm đơn phương với người kia trong suốt 10 năm nhưng vì một hiểu lầm mà chẳng ai dám thổ lộ với đối phương.

## Diễn viên

### Vai chính
- Ong Seong-wu vai Lee Soo
  - Ha Yi-an vai Lee Soo lúc trẻ
- Shin Ye-eun vai Kyung Woo-yeon
- Kim Dong-jun vai On Joon-soo

### Vai phụ

#### Bạn của Soo và Woo-yeon
- Pyo Ji-hoon vai Jin Sang-hyuk
- Baek Soo-min vai Han Jin-joo
- Ahn Eun-jin vai Kim Young-hee
- Choi Chan-ho vai Shin Hyun-jae

#### Bố mẹ của Lee So
- Ahn Nae-sang vai Lee Young-hwan
- Kim Hee-jung vai Choi Won-jung

#### Bố mẹ của Woo-yeon
- Jo Ryun as Park Mi-sook
- Seo Sang-won as Kyung Man-ho

#### Các nhân vật khác
- Shin Eun-soo
- Yang Hee-jae vai Chul-soo
- Kang Yoon-je
- Oh Hee-joon vai Min Sang-shik
- Jung Mi-hyung vai Min-ah
- Yo

### Khách mời xuất hiện đặc biệt
- Nam Woo-hyun vai Mr. Han (tập. 2)

## Nhạc phim

### Phần 1
| Phát hành vào 26 tháng 9 năm 2020 | Phát hành vào 26 tháng 9 năm 2020 | Phát hành vào 26 tháng 9 năm 2020 | Phát hành vào 26 tháng 9 năm 2020 | Phát hành vào 26 tháng 9 năm 2020 | Phát hành vào 26 tháng 9 năm 2020 |
| STT                               | Nhan đề                           | Phổ lời                           | Phổ nhạc                          | Artist                            | Thời lượng                        |
| --------------------------------- | --------------------------------- | --------------------------------- | --------------------------------- | --------------------------------- | --------------------------------- |
| 1.                                | "Is It a Coincidence?" (우연일까) | midnight TM                       | midnight TM                       | Ha Sung-woon                      | 3:20                              |
| 2.                                | "Is It a Coincidence?" (Inst.)    |                                   | midnight TM                       |                                   | 3:20                              |
| Tổng thời lượng:                  | Tổng thời lượng:                  | Tổng thời lượng:                  | Tổng thời lượng:                  | Tổng thời lượng:                  | 6:40                              |

### Phần 2
| Phát hành vào 9 tháng 10 năm 2020 | Phát hành vào 9 tháng 10 năm 2020 | Phát hành vào 9 tháng 10 năm 2020 | Phát hành vào 9 tháng 10 năm 2020 | Phát hành vào 9 tháng 10 năm 2020 | Phát hành vào 9 tháng 10 năm 2020 |
| STT                               | Nhan đề                           | Phổ lời                           | Phổ nhạc                          | Artist                            | Thời lượng                        |
| --------------------------------- | --------------------------------- | --------------------------------- | --------------------------------- | --------------------------------- | --------------------------------- |
| 1.                                | "Highlight"                       | Naomi Ra.L                        | Ra.L Rebin                        | Ra.L                              | 3:29                              |
| 2.                                | "Highlight" (Inst.)               |                                   | Ra.L Rebin                        |                                   | 3:29                              |
| Tổng thời lượng:                  | Tổng thời lượng:                  | Tổng thời lượng:                  | Tổng thời lượng:                  | Tổng thời lượng:                  | 6:58                              |

### Phần 3
| Phát hành vào 10 tháng 10 năm 2020 | Phát hành vào 10 tháng 10 năm 2020 | Phát hành vào 10 tháng 10 năm 2020 | Phát hành vào 10 tháng 10 năm 2020 | Phát hành vào 10 tháng 10 năm 2020 | Phát hành vào 10 tháng 10 năm 2020 |
| STT                                | Nhan đề                            | Phổ lời                            | Phổ nhạc                           | Nghệ sĩ                            | Thời lượng                         |
| ---------------------------------- | ---------------------------------- | ---------------------------------- | ---------------------------------- | ---------------------------------- | ---------------------------------- |
| 1.                                 | "Sweet Dream"                      | Kim Eun-jae Ryu Hye-nee            | Kim Eun-jae                        | J_ust Kim Chae-won ( April )       | 3:18                               |
| 2.                                 | "Sweet Dream" (Inst.)              |                                    | Kim Eun-jae                        |                                    | 3:18                               |
| Tổng thời lượng:                   | Tổng thời lượng:                   | Tổng thời lượng:                   | Tổng thời lượng:                   | Tổng thời lượng:                   | 6:36                               |

### Phần 4
| Phát hành vào 17 tháng 10 năm 2020 | Phát hành vào 17 tháng 10 năm 2020          | Phát hành vào 17 tháng 10 năm 2020 | Phát hành vào 17 tháng 10 năm 2020 | Phát hành vào 17 tháng 10 năm 2020 | Phát hành vào 17 tháng 10 năm 2020 |
| STT                                | Nhan đề                                     | Phổ lời                            | Phổ nhạc                           | Nghệ sĩ                            | Thời lượng                         |
| ---------------------------------- | ------------------------------------------- | ---------------------------------- | ---------------------------------- | ---------------------------------- | ---------------------------------- |
| 1.                                 | "I'm Still Here" (오늘도 난 그 자리에 있어) | midnight                           | Gaemi midnight                     | Ben                                | 4:32                               |
| 2.                                 | "I'm Still Here" (Inst.)                    |                                    | Gaemi midnight                     |                                    | 4:32                               |
| Tổng thời lượng:                   | Tổng thời lượng:                            | Tổng thời lượng:                   | Tổng thời lượng:                   | Tổng thời lượng:                   | 9:04                               |

### Phần 5
| Phát hành vào 23 tháng 10 năm 2020 | Phát hành vào 23 tháng 10 năm 2020 | Phát hành vào 23 tháng 10 năm 2020 | Phát hành vào 23 tháng 10 năm 2020 | Phát hành vào 23 tháng 10 năm 2020 | Phát hành vào 23 tháng 10 năm 2020 |
| STT                                | Nhan đề                            | Phổ lời                            | Phổ nhạc                           | Nghệ sĩ                            | Thời lượng                         |
| ---------------------------------- | ---------------------------------- | ---------------------------------- | ---------------------------------- | ---------------------------------- | ---------------------------------- |
| 1.                                 | "Close Your Eyes"                  | Kim Beom-ju Kim Si-hyuk            | Kim Beom-ju Kim Si-hyuk            | Bernard Park                       | 3:47                               |
| 2.                                 | "Close Your Eyes" (Inst.)          |                                    | Kim Beom-ju Kim Si-hyuk            |                                    | 3:47                               |
| Tổng thời lượng:                   | Tổng thời lượng:                   | Tổng thời lượng:                   | Tổng thời lượng:                   | Tổng thời lượng:                   | 7:34                               |

### Phần 6
| Phát hành vào 24 tháng 10 năm 2020 | Phát hành vào 24 tháng 10 năm 2020 | Phát hành vào 24 tháng 10 năm 2020 | Phát hành vào 24 tháng 10 năm 2020 | Phát hành vào 24 tháng 10 năm 2020 | Phát hành vào 24 tháng 10 năm 2020 |
| STT                                | Nhan đề                            | Phổ lời                            | Phổ nhạc                           | Nghệ sĩ                            | Thời lượng                         |
| ---------------------------------- | ---------------------------------- | ---------------------------------- | ---------------------------------- | ---------------------------------- | ---------------------------------- |
| 1.                                 | "Late Regret" (왜 몰랐었을까)      | Gaemi midnight                     | Gaemi midnight                     | Ong Seong-wu                       | 4:23                               |
| 2.                                 | "Late Regret" (Inst.)              |                                    | Gaemi midnight                     |                                    | 4:23                               |
| Tổng thời lượng:                   | Tổng thời lượng:                   | Tổng thời lượng:                   | Tổng thời lượng:                   | Tổng thời lượng:                   | 8:46                               |

### Phần 7
| Phát hành vào 31 tháng 10 năm 2020 | Phát hành vào 31 tháng 10 năm 2020 | Phát hành vào 31 tháng 10 năm 2020  | Phát hành vào 31 tháng 10 năm 2020        | Phát hành vào 31 tháng 10 năm 2020 | Phát hành vào 31 tháng 10 năm 2020 |
| STT                                | Nhan đề                            | Phổ lời                             | Phổ nhạc                                  | Nghệ sĩ                            | Thời lượng                         |
| ---------------------------------- | ---------------------------------- | ----------------------------------- | ----------------------------------------- | ---------------------------------- | ---------------------------------- |
| 1.                                 | "Spider Lily" (피안화)             | Jang Young-soo 4Batter Park Jae-hoo | Jang Young-soo 4Batter Park Jae-hoo Glody | Yoo Yeon-jung (Cosmic Girls)       | 3:09                               |
| 2.                                 | "Spider Lily" (Inst.)              |                                     | Jang Young-soo 4Batter Park Jae-hoo Glody |                                    | 3:09                               |
| Tổng thời lượng:                   | Tổng thời lượng:                   | Tổng thời lượng:                    | Tổng thời lượng:                          | Tổng thời lượng:                   | 6:18                               |

## Sản xuất

### Phát triển
Tên ban đầu của bộ phim là Number of Cases Friends Become Lovers (tiếng Hàn: 친구에서 연인이 되는 경우의 수; Romaja: Chingueseo Yeonini Dweneun Kyungwooui Soo).

### Casting
Vào ngày 18 tháng 2 năm 2020, hãng tin Osen đưa tin Ong Seong-wu sẽ đóng vai chính của bộ phim. Cùng ngày, một trang tin khác tiết lộ rằng Shin Ye-eun sẽ là bạn diễn của Ong Seong-wu. Fantagio và NPIO Entertainment (công ty quản lý của Seong-wu và Ye-eun) xác nhận rằng cả hai đều đang tích cực xem xét lời đề nghị nhưng vẫn chưa có gì được quyết định chính thức. Vào ngày 25 tháng 3, công ty đại diện của Kim Dong-jun xác nhận rằng nam diễn viên sẽ tham gia vào dàn diễn viên chính của bộ phim.  Dàn diễn viên chính thức của bộ phim được công bố vào ngày 9 tháng 4.

### Quá trình quay phim
Một phần của bộ phim được quay ở đảo Jeju. Quá trình sản xuất bị tạm dừng vào tuần cuối cùng của tháng 8 năm 2020 sau khi Kim Hee-jung (người vào vai mẹ của nhân vật Lee Soo) tiếp xúc với Kim Won-hae, người được chấn đoán là dương tính với virus COVID-19, trên một phim trường khác. Việc quay phim được tiếp tục sau khi các xét nghiệm cho kết quả âm tính.

## Phát hành
Đoạn trailer đầu tiên của bộ phim được phát hành vào ngày 7 tháng 8 năm 2020. Đoạn trailer thứ hai được phát hành vào ngày 20 tháng 8 và tiết lộ rằng bộ phim sẽ ra mắt vào ngày 18 tháng 9. Vào ngày 4 tháng 9, buổi ra mắt đã bị hoãn lại một tuần sau khi quá trình quay phim bị tạm dừng vào cuối tháng 8.

## Tỷ lệ người xem
| 1 | 25 tháng 9 năm 2020  | 1.510% |
| 2 | 26 tháng 9 năm 2020  | 1.438% |
| 3 | 9 tháng 10 năm 2020  | 1.612% |
| 4 | 10 tháng 10 năm 2020 | 1.611% |
| 5 | 16 tháng 10 năm 2020 | 1.336% |
| 6 | 17 tháng 10 năm 2020 | 1.572% |
| 7 | 23 tháng 10 năm 2020 | 1.318% |
| 8 | 24 tháng 10 năm 2020 | 1.131% |
| 9 | 30 tháng 10 năm 2020 | 1.442% |
| 10 | 31 tháng 10 năm 2020 | 1.529% |
| 11 | 6 tháng 11 năm 2020  | 1.499% |
| 12 | 7 tháng 11 năm 2020  | 1.412% |
| 13 | 13 tháng 11 năm 2020 | 1.448% |
| 14 | 14 tháng 11 năm 2020 | 1.311% |
| 15 | 27 tháng 11 năm 2020 | 1,324% |
| 16 | 28 tháng 11 năm 2020 | 1,260% |
| Trung bình | Trung bình           | 1.422% |
| - Trong bảng trên đây, số màu xanh biểu thị cho tỷ lệ người xem thấp nhất và số màu đỏ biểu thị cho tỷ lệ người xem cao nhất. - Bộ phim này được phát sóng trên hệ thống các kênh truyền hình cáp/trả phí nên số lượng người xem thấp hơn so với truyền hình miễn phí (ví dụ như KBS, SBS, MBC hay EBS). |                      |        |

## Phát sóng quốc tế
Bộ phim được phát sóng trên ứng dụng xem phim trực tuyến iQIYI với phụ đề đa ngôn ngữ tại Đông Nam Á, Đài Loan, Hồng Kông và Ma Cao.